# 東京都道247号府中小金井線
東京都道247号府中小金井線（とうきょうとどう247ごう ふちゅうこがねいせん）は東京都府中市より東京都小金井市に至る一般都道である。現在、東町4丁目西交差点から関野橋交差点までが供用されており、その他は不通区間となっている。小金井市において、現時点の全線で東大通り（ひがしおおどおり）の通称で呼ばれる。また、都道としては取り扱われていないが、府中市内の一部区間において本道路の経路となる道路が開通している。
整理コード3603の特例都道の東京都道二四七号線は、千代田区内を通る全く別の路線である。

## 路線データ
- 陸上距離：765m
- 面積：13,831m2
- 起点：府中市
- 終点：小金井市
- 都市計画路線名：府中都市計画道路3.4.16号府中東小金井線、小金井3.4.11

## 路線状況

### 道路施設
- 東町踏切（中央本線、連続立体化事業（高架化）により廃止）
- 関野橋（玉川上水）

### 都道未認定区間
都道として認定されてはいないものの、国道20号（甲州街道）より東京都道110号府中三鷹線（人見街道）までの区間は、府中市により府中都市計画道路3.4.16号府中東小金井線として整備されており、あんず通りの通称で供用されている。また、この区間の北端である紅葉丘二丁目10番地先より多磨町二丁目7番地先までの約750mの区間についても、2010年（平成22年）4月7日に都より府中市に対して事業認可が出されており、府中市は2015年度（平成27年度）中までの完成を目指すとしている。

## 地理
住宅地内を南北に縦断する道路である。既に都道として認定されている部分については、ほぼ平坦であり、小金井市の小金井三小角交差点から北（終点）方向に僅かな下り坂、終点の関野橋手前で関野橋に向けて緩やかな上り坂が存在する。また、この区間においてはカーブも存在しない。

### 通過する自治体
- 東京都
  - 府中市 - 小金井市

### 交差・接続する道路
国道20号 - 都道110号の区間は現在都道として認定されていない（府中市道）、都道110号 - 都道134号の区間は現道無し。
- 国道20号（甲州街道、白糸台交番東交差点）：起点、都道未認定区間
- 東京都道110号府中三鷹線（人見街道）：都道未認定区間、以北は現道無し
- 東京都道14号新宿国立線（東八道路）：現道無し
- 東京都道134号恋ヶ窪新田三鷹線（連雀通り、東町4丁目西交差点）：これより北が都道認定されている区間
- 東京都道7号杉並あきる野線（五日市街道、関野橋交差点）：終点

### 周辺施設
- 武蔵野公園 : 未開通区間
- 東京農工大学
- 栗山公園
- 東小金井駅
- 小金井市立小金井第三小学校
- 武蔵野東学園武蔵野東中学校
- 小金井市立緑中学校
- 法政大学小金井キャンパス
- 玉川上水
- 小金井公園